# Exèrcit Reial del Perú
L'Exèrcit Reial del Perú, va ser l'agrupació militar organitzada per les autoritats espanyoles del Virregnat del Perú per fer front al generalitzat procés d'insurrecció independentista que a principis del segle xix va convulsionar les colònies d'ultramar.

## Denominació

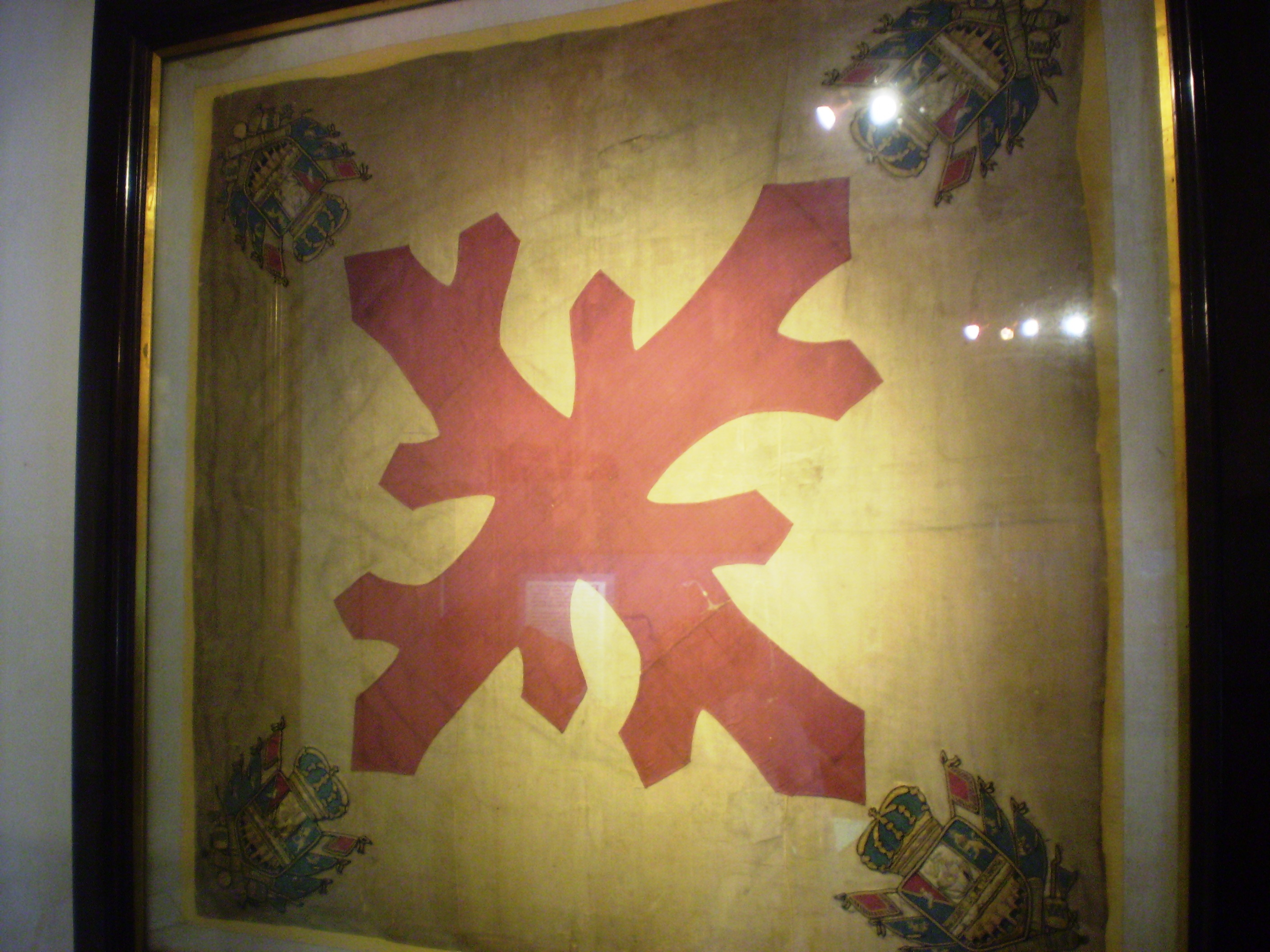
Coronela d'infanteria. Batalló Talavera

Als documents espanyols se'ls coneixia com a Exèrcit del Perú fent referència a l'exèrcit d'aquesta dependència territorial (el nom també era usat pel seu rival del Riu de la Plata, anomenat Exèrcit Auxiliar del Perú, després conegut com a Exèrcit del Nord). Generalment els caps reialistes l'anomenaven Exèrcit Reial del Perú o, abreujadament, Exèrcit Reial, però durant el Trienni liberal es va denominar Exèrcit Nacional. És menys utilitzat, encara que no inexistent, l'ús del terme Exèrcit Espanyol, que era principalment, encara que no exclusivament, utilitzat pels independentistes per antagonitzar al seu enemic. En les referències independentistes també es troba el sobrenom de Ejèrcito Godo amb relació a l'antic poble indoeuropeu que va poblar l'Espanya peninsular.

### L'exèrcit reialista durant el Trienni Liberal i la Restauració Absolutista

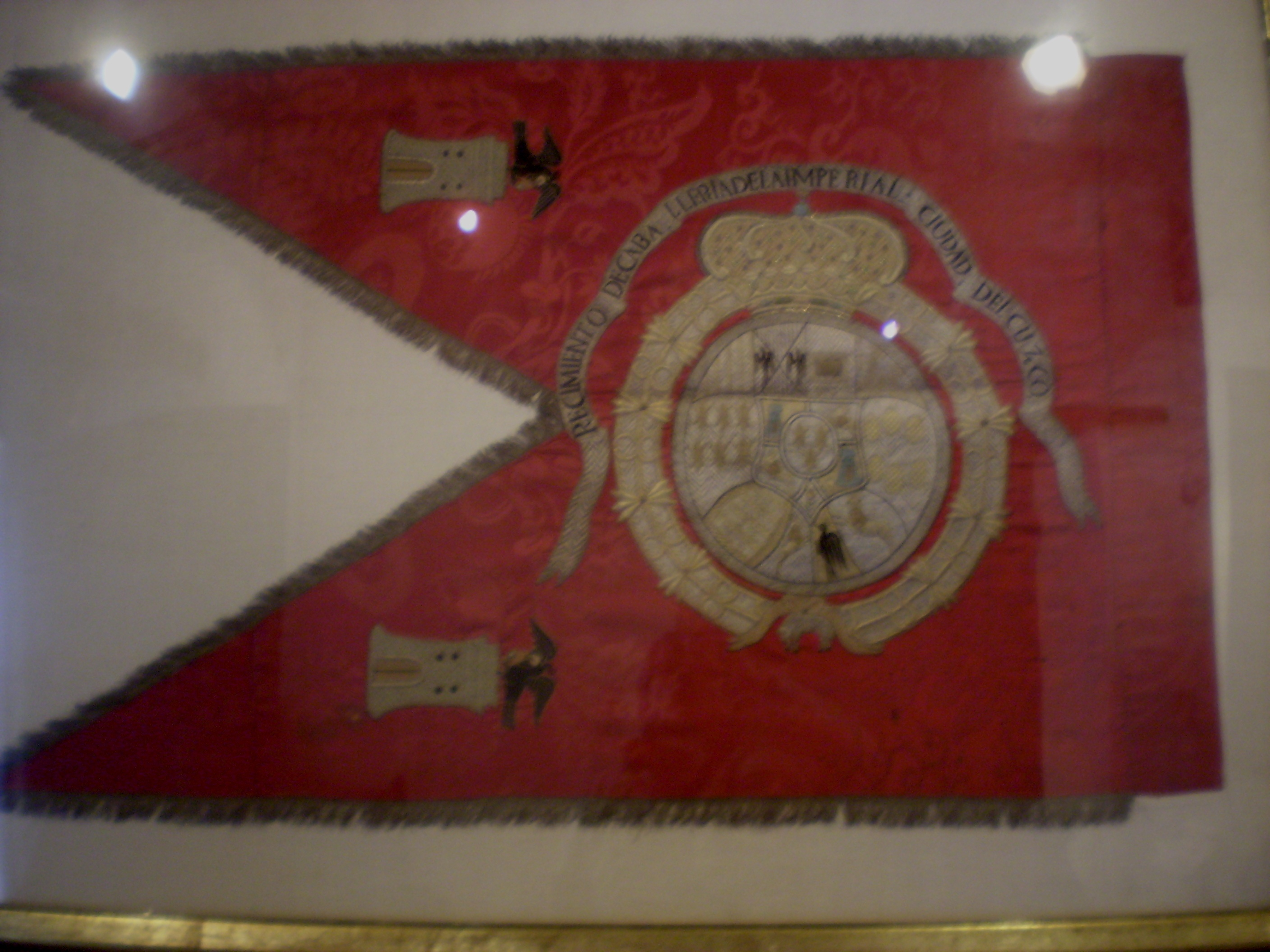
Estendard de Cavalleria. Regiment de la Imperial Ciutat del Cusco.

Durant el Trienni Liberal, que des del 1820 va ocasionar a Espanya l'obert enfrontament entre Liberals i Absolutistes, l'Exèrcit Reial Espanyol va passar a denominar-se oficialment com Exèrcit Nacional. Això es devia al fet que les Corts Generals buscaven transformar les forces armades, en aquells temps sota el control directe del monarca, en un exèrcit que no fos utilitzat per als exclusius interessos i beneficis del rei sinó que es trobés al servei de la nació espanyola. Aquestes idees s'havien gestat ja durant la guerra d'independència enfront de la invasió napoleònica però havien estat rebutjades amb la restauració absolutista del 1814. En aquell temps a Espanya era reialista, defensora de l'absolutisme mentre que al teatre de guerra americà tenia una connotació diferent com explicava el general García Camba:
| « | Recordem als nostres lectors tinguin sempre present que l'epítet reialista era a Amèrica sinònim d'espanyol, i valia tant com dir defensor i partidari dels interessos i drets d'Espanya. | » |

Els caps espanyols al Perú, tot i que eren majoritàriament de simpaties liberals, es definien a si mateixos com reialistes i tractaven de no prendre partit en el conflicte que sacsejava a la metròpoli, esperant pacientment l'arribada de reforços. Després de tenir notícies de les victòries obtingudes per l'exèrcit reial del Perú el 1823, el diari espanyol El Restaurador de marcada posició absolutista publicava el següent:
| « | Exèrcit Reial del Perú i Exèrcit Nacional de l'Espanya Europea! Quin sorprenent contrast! Aquell conserva immarcescible el seu títol de reialista i a l'ombra de les seves banderes victorioses es guarneixen milers d'europeus desgraciats per la seva fidelitat i milions d'americans, la lleialtat dels quals ratlla en l'heroisme i els sacrificis no tenen preu (...) I l'exèrcit nacional mentrestant? (...) D'ençà que el covard i traïdor [Antonio Quiroga] (...) va dir en la seva primera proclama a l'illa, "la conquesta d'Amèrica és ja impossible" sembla que es van conjurar tots els elements constitucionals per impossibilitar-la. | » |

El 1824, amb el suport de 100.000 soldats francesos, el monarca Ferran VII va aconseguir recuperar els seus antics poders i alhora abolir totes les lleis i disposicions decretades per les Corts, però entre aquestes figurava també el reconeixement de la Serna com a virrei del Perú el que seria aprofitat pel general Olañeta per rebel·lar-se contra la seva autoritat i minar el potencial reialista per a continuar la lluita.

## Composició i organització

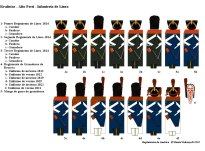
Uniformes de la infanteria de línia - Alt Perú.

Les tropes reialistes al Perú estaven formades principalment per peruans, entenent per tals als habitants del virregnat del Perú, organitzats en batallons i milícies segons el seu lloc de procedència o casta, sent així que existien unitats de negres i mulats, com el batalló de Pardos d'Arica i de mestissos i indígenes organitzats segons els seus pobles d'origen com l'esquadró de cavalleria miliciana Dracs de Tinta. No obstant això la necessitat de cobrir les baixes i refondre en una sola diferents unitats feien que l'evolució de molts dels cossos reialistes de línia acabessin com una amalgama de castes, clara expressió de la realitat social peruana.
Ètnicament la massa de les tropes reials la formaven la casta d'indígenes mestissos dels quals eren reclutats amb preferència sobre els indígenes tributaris, els negres esclaus o els criolls, i en general de la resta de teixit econòmic productiu del país. En el context sociocultural de l'època la massa mestissa es componia majoritàriament de quítxua-parlants, els quals no dominaven l'espanyol, el que ha portat a alguns autors a afirmar que l'exèrcit reialista estava format gairebé íntegrament per indígenes. 
L'exèrcit reial estava format inicialment per unitats veteranes (permanents) i de milícies (mobilitzades), els primers eren soldats a temps complet, generalment de dotació (Fortificacions) com el Reial de Lima, mentre que els segons s'aixecaven en cas de necessitat militar. Les milícies podien ser de dos tipus: urbanes o provincials. Les milícies urbanes estaven limitades més aviat a la defensa d'una localitat concreta i tenien components més irregulars. Les milícies provincials en canvi, eren capaços de desplaçar-se a distància, i van tenir un paper protagonista i un destacat acompliment, de tal manera que van establir les bases per a la consolidació d'una força regular pròpia (com els regiments de Línia del Cusco o d'Arequipa) i que van donar lloc a una successió de victòries militars, com l'obtinguda pel brigadier José Manuel Goyeneche a la batalla de Guaqui.
Pel que fa a l'organització militar aquesta era:

Uniforme per granaders i caçadors aprovat per les Corts el 1821, les disposicions no sempre podien ser complertes estrictament al Perú quedant moltes unitats amb uniformes adoptats d'acord amb les circumstàncies.

InfanteriaLa infanteria es dividia en batallons que eventualment podien agrupar-se amb un o dos addicionals per constituir un regiment. Cada batalló comptava amb sis o vuit companyies en les quals al seu torn formaven cent soldats de mitjana tot i que aquesta xifra nominal solia variar. De les companyies que formaven un batalló almenys una havia de ser de granaders i una altra de caçadors, les dues anomenades de "Preferència", sent les sis restants de fusellers. Les companyies de Preferència de diversos regiments podien agrupar-se en batallons mixtos de només granaders o caçadors en una disposició tàctica ad hoc per a una batalla, com va passar per exemple a la batalla de Pista Rayada (1818). Les característiques d'aquests soldats eren les següents:
GranadersEscollits entre els homes de millor conducta i constitució física, generalment els més alts i fornits del batalló. Constituïen una força de xoc i rebien el seu nom de les granades de mà que originalment feien servir en els combats encara que el seu ús a l'època era ja gairebé anecdòtic. El seu distintiu original eren les barretines o gorres de pell d'os negre encara que el cost i l'escassedat d'aquest material feia que se substituís també per pells negres de gos, granota o cabra.
| «                                                     | En un punt del camp de batalla, jeien més de trenta granaders reialistes, i per la posició que tenien els seus cadàvers es veia que havien fet una coratjosa resistència, i perita gairebé al mateix temps en la formació que tenien com a caps d'una columna. | » |
| — Memòries del general Miller, La batalla d'Ayacucho. | |   |

CaçadorsSoldats d'infanteria lleugera, àgils i de menor talla, ensinistrats en tàctiques d'ordre dispers o "guerrilla". En batalla eren usats com escaramussadors o avançades. Se'ls entrenava com a tiradors de preferència i en alguns casos solien portar fusells més lleugers i de més precisió (en els "Rifles" que usaven, el canó al seu interior era ratllat per donar al tret més abast i precisió). El seu distintiu era la banya de caça que portaven al Xacó o brodat a la casaca.
Fusellersconstituïen el nucli de la infanteria. La poca precisió dels fusells de l'època feia que la infanteria utilitzés formacions tancades (braç a braç) disparant per salves sobre la formació enemiga per maximitzar el dany produït per les seves descàrregues. En cas de ser atacats per la cavalleria formaven un quadre, on la primera fila esgrimia les seves baionetes i la segona disparava sobre els genets enemics. Aquesta formació va ser molt utilitzada a l'Alt Perú per repel·lir els sobtats atacs dels gautxos.
CavalleriaOriginalment la cavalleria reialista era tota de milícies i estava formada per dracs. Aquests soldats eren una mena d'infanteria muntada, armada de fusell i sabre, que combatia tant a peu com a cavall. La cavalleria de línia armada de carrabines i sabres que va aparèixer per primera vegada el 1813 a l'Alt Perú. Les unitats expedicionàries van ser utilitzades de base per a la creació de cossos d'hússars, granaders a cavall i llancers.
ArtilleriaAquesta arma es dividia en artilleria de plaça i de campanya. La primera utilitzava peces fixes i de major calibre, com les ubicades a la fortalesa del Real Felipe al Callao. L'artilleria de campanya estava formada de peces de muntanya, obusos i morters. Es tractava d'armes més lleugeres i fàcils de transportar.

### Expedicions espanyoles a ultramar
Els reforços europeus no van ser abundants, ja que Espanya simultàniament combatia contra la invasió napoleònica i després va quedar convulsionada per conflictes civils entre absolutistes i constitucionals. Segons alguns historiadors militars, al llarg de tota la revolució hispanoamericana van ser sis mil homes els que van partir de ports d'Espanya amb destinació al Perú, tot i que segons altres historiadors, els expedicionaris embarcats van comptabilitzar un total de 6.511. Però no tots ells van arribar al seu destí, ja que, a part de les baixes naturals durant la travessia, s'ha de tenir en compte que: 
1. L'expedició del batalló de l'infant Don Carlos va quedar totalment delmada per malaltia a Portobelo, sent les seves restes refoses amb el Reial de Lima;
2. Que l'expedició del segon batalló del Burgos i el segon esquadró de Llancers van quedar retinguts pel pacificador Pablo Morillo a Terra Ferma, sent substituït el primer pel batalló americà Numància.
3. Que, finalment, la gran part de l'expedició del Regiment Cantàbria es va revoltar o va ser capturada a alta mar arribant tan sols algunes restes al Callao i al sud de Xile. El 1824, últim any de les seves campanyes, el general Andrés García Camba diu que el component europeu arribava als mil cinc-cents homes per cobrir tots els fronts del virregnat (delmat a la meitat amb els anys, com també va ocórrer de forma semblant amb l'exèrcit expedicionari de Costa Ferma de Pablo Morillo), i d'ells diu que cinc-cents homes van combatre en la decisiva batalla d'Ayacucho.

Els reforços expedicionaris generalment ostentaven el nom de les seves unitats europees d'origen, nom que romania tot i que immediatament en campanya aquestes companyies eren duplicades amb americans i després reemplaçades per ells gairebé completament (excepte en les seves companyies de Granaders -anomenades de Preferència- on es reunia als europeus). Entre els més famosos van estar els batallons Talavera, Burgos, Cantàbria i Girona i els esquadrons de cavalleria Hússars de Ferran VII i Llancers del Rei. La majoria de reforços europeus van arribar al Perú via Panamà i eren part de l'expedició que Pablo Morillo havia dirigit contra els patriotes de Veneçuela el 1815. L'últim intent per part de la metròpoli de reforçar als reialistes es va donar el maig del 1818 via Cap d'Hornos. La flota expedicionària estava formada per la fragata de guerra Reina Maria Isabel i deu transports comptant amb dos mil vuitanta individus formats per dos batallons del regiment de Cantàbria, tres esquadrons de Caçadors-Dracs, una bateria d'artilleria i dues companyies de sapadors. Aquesta tardana mesura arribava quan ja els patriotes xilens i argentins dirigits pel general José de San Martín havien obtingut una decisiva victòria a la batalla de Maipú sepultant definitivament l'esperança de reconquistar la Capitania general de Xile. L'Arxipèlag de Chiloé decididament lleial a la corona i punt estratègic a la travessia pel Pacífic sud, era un punt de resistència aïllat, encara que per empitjorar les coses l'expedició despatxada de Cadis es trobava en pèssimes condicions de preparació, salubritat i disciplina. La tripulació d'un d'aquests transports (el Trinidad) es va amotinar en plena travessia i després d'assassinar als seus oficials es va lliurar a Buenos Aires posant en mans dels independents els plans i tàctiques del comboi peninsular, de manera que, ja en aigües xilenes, continuant la travessia la solitària Reina Maria Isabel va ser capturada per dos vaixells pertanyents a la marina xilena i utilitzada després, enarborant la bandera espanyola, per capturar un a un, els cinc transports del comboi que anaven a Talcahuano. Únicament quatre transports van aconseguir arribar al seu destí amb part de la tropa, tres d'ells desembarcant a Talcahuano i un al Callao. Segons el general anglès Guillermo Miller els transports espanyols estaven summament bruts i les cobertes greixoses. A més una quarta part de l'expedició havia mort per malalties durant la travessia i almenys la meitat dels restants es trobaven de baixa per escorbut fins al punt que en ser capturats alguns d'aquests homes, agonitzaven estesos a les portalades de les naus. Miller conclouria assenyalant que el mal estat de neteja en què estava la flota, era impropi d'un del servei de la marina espanyola. 
| Unitat                                         | Descripció |  |
| ---------------------------------------------- | --- |  |
| Batalló Talavera (renombrado Victòria el 1819) | Cap Rafael Maroto. José María Casariego i Vicente San Bruno formen a la unitat. 550 homes del primer batalló són enviats a Xile a la primera campanya de reconquesta de Mariano Osorio. |  |
| Companyia d'artilleria                         | Cap Felix de la Rosa. Una part és enviada a Xile i la resta a reforçar l'exèrcit de l'Alt Perú.                                                                                         |  |

| Oficials i quadres |

| Unitat                                                                         | Descripció |  |
| ------------------------------------------------------------------------------ | --- |  |
| Batalló Girona                                                                 | Cap Alejandro González Villalobos, Mateo Ramírez forma a la unitat. |  |
| Batalló Segon del regiment Extremadura (reanomenat Imperial Alejandro el 1818) | Formava part de l'expedició de Pablo Morillo a Terra Ferma i aquest ho envià com auxili al Perú al comandament de Miguel i Rosique. Mariano Ricafort, José Carratala i Baldomero Espartero formen part de la unitat. |  |
| Dracs de la Unió                                                               | Cap Vicente Sardina, són 162 places del quart esquadró d'aquest regiment de l'exèrcit expedicionari de Morillo. |  |
| Hússars de Ferran VII                                                          | Cap Joaquín Germán, són 162 places del quart esquadró d'aquest regiment de l'exèrcit expedicionari de Morillo. Andrés García Camba forma part de la unitat.                                                          |  |
| Esquadró Expedicionari del Perú                                                | Cap Ignacio Landazuri, són 80 homes arribats amb l'exèrcit expedicionari de Morillo, serveixen de base per a la creació del regiment Dracs del Perú.                                                                 |  |

| Unitat                                       | Descripció |  |
| -------------------------------------------- | --- |  |
| Batalló segon del regiment Infant Don Carlos | Delmats durant la travessia per epidèmia a la ruta de Portobelo només entre 250 i 300 homes arriben al Callao. Es refon amb el Regiment Reial de Lima i canvia el nom a Reial Infant Don Carlos. Cap Juan Antonio Monet. José Ramón Rodil i Isidro Alaix formen part de la unitat. |  |
| Caçadors del Rei (piquet)                    | Cap Valentí Ferraz, són 50 homes que formen l'escorta del general José de la Serna, arribats amb ell al Perú. Serveixen de base per a la creació del regiment Granaders de la Guàrdia.                                                                                             |  |

| Unitat                           | Descripció |  |
| -------------------------------- | --- |  |
| Batalló primer de Burgos         | Cap José María Baeza, arriben al Perú via Cap d'Hornos. |  |
| Primer esquadró Llancers del Rei | Cap José Rodrigez, desaparegut a la batalla de Maipú, les seves restes van retornar al Perú. |  |
| Batalló segon de Burgos          | Cap José de Canterac arribats a Amèrica via Panamà. Pablo Morillo el reté a Terra Ferma per a la lluita contra Bolivar. En el seu lloc s'envia al Batalló Numància. Canterac passa al Perú a informar d'això al virrei. |  |
| Segon esquadró Llancers del Rei  | Cap Victor Serra, part de l'expedició anterior, retinguts per Morillo per a la lluita contra Bolivar. |  |

| Unitat                    | Descripció |  |
| ------------------------- | --- |  |
| Regiment de Cantàbria     | Una part delmada durant la travessia, una altra es revolta en un dels transports a alta mar entregant a Buenos Aires i els altres són capturats a Talcahuano. Només 210 homes del segon batalló al comandament del tinent coronel Rafael de Ceballos-Escalera arriben al Callao. Els altres 340 homes del primer batalló desembarquen a Talcahuano al comandament del tinent coronel Fausto de l'Hoyo i subsisteixen al sud de Xile fins a la caiguda de la plaça de Valdivia el 1820. Tots dos batallons es completen amb americans. |  |
| Esquadró Caçadors-Dragons | 255 homes desembarquen a Talcahuano al comandament del seu cap el tinent coronel Gaspar Fernández de Bobadilla. Després de participar en diverses accions el comandant Fernández de Bobadilla passa al Perú amb una part de l'esquadró fins a desaparèixer el 1824. 107 homes queden a Valdivia fins a la caiguda de la plaça el 1820. |  |
| Artilleria                | 30 homes desembarquen amb 4 canons de 4 a Talcahuano, al comandament del tinent coronel Juan Loriga. Loriga passa al Perú el 1820. |  |
| Sapadors                  | 40 homes van aconseguir desembarcar a Talcahuano. |  |

#### Revolta de Riego
| «                         | Soldats (...) jo no podia consentir, com a cap vostre, que se us allunyés de la vostra pàtria, en uns vaixells podrits, per portar-vos a fer una guerra injusta al Nou Món; Ni que us obligués a abandonar els vostres pares i germans, deixant-los sumits en la misèria i l'opressió ... D'un rei absolut, al seu capritx i albir, que els imposa contribucions i [gabella] que no poden suportar; els vexa, els oprimeix i, finalment, com a súmmum de desgràcies, us arrabassa a vosaltres, els seus cars fills, per sacrificar-vos al seu orgull i ambició. Sí; A vosaltres us arrabassen del si patern perquè en llunyans i oposats climes aneu a sostenir una guerra inútil, que podria fàcilment acabar-se amb només reintegrar els seus drets a la Nació espanyola. La [Constitució espanyola de 1812], sí, la constitució, és suficient per apaivagar als nostres germans d'Amèrica. | » |
| — Manifest de Riego, 1820 | |   |

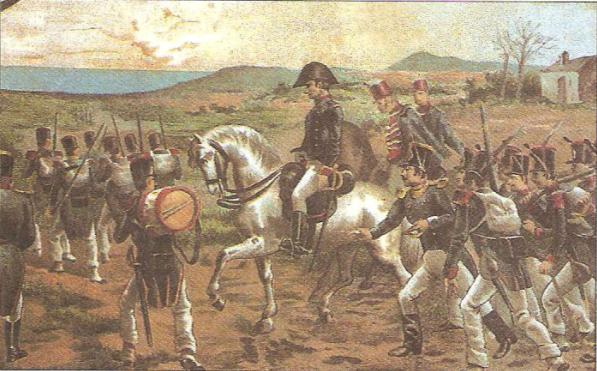
El comandant Rafael del Riego conduint a les tropes expedicionàries revoltades. Espanya-1820

Un any després es preparava a Cadis un veritable exèrcit de reconquesta de vint mil soldats, xifra impressionant per als estàndards de les guerres hispanoamericanes (doncs com a exemple aquest mateix any l'exèrcit reialista peruà comptabilitzava set mil homes) per cobrir tots els seus fronts, mentre que l'independentista al comandament de San Martín tenia menys de cinc mil. Aquesta nova expedició espanyola sota el comandament del Comte de Calderón, tenia com a objectiu reconquerir i sotmetre definitivament els territoris d'ultramar.
Una flota formada per vaixells de segona mà adquirits al tsar de Rússia havia de conduir l'expedició a Amèrica, vaixells que ja havien demostrat en les expedicions anteriors no comptar amb les condicions de preparació i salubritat necessàries per a un viatge tan llarg. Fet que unit al descontentament dels soldats van fer que l'1 de gener del 1820 esclatés la revolta liberal del comandant Rafael de Riego qui amb les tropes al seu comandament va iniciar un moviment popular contra l'absolutisme del rei Ferran VII. Encara que no va aconseguir obtenir el suport que esperava, els diferents pronunciaments liberals que es van succeir després a la resta d'Espanya, van obligar el rei a jurar la constitució liberal del 1812, iniciant-se així el Trienni liberal (1820-1823). Les conseqüències i els posteriors intents del monarca espanyol per restaurar l'absolutisme van mantenir a la metròpoli en convulsió interna durant la resta de la guerra d'independència hispanoamericana, i en conseqüència, des de l'embarcament de l'Expedició Alliberadora del Perú els reialistes del Perú van quedar sols en la contesa i sota un mantell de discòrdia civil entre ells. Aquest fet va desencadenar el 1824 l'enfrontament obert entre liberals i absolutistes del virregnat amb la Rebel·lió d'Olañeta.

### Montoneres i guerrilles reialistes
| «                                                                  | Havent-me representat diversos pobles la necessitat de mantenir-hi algun armament, que asseguri la seva tranquil·litat (...) perquè els revolucionaris no puguin impunement alterar el seu repòs, tenint suficients proves que ells són els motors de les desgràcies que han experimentat, he pres la decisió de determinar en nom de l'excel·lentíssim senyor virrei el següent: - 1r Aprovo que als pobles que m'han representat es formin partides d'homes armats amb el nom de montoneres disciplinades (...) | » |
| — Ban del mariscal José de Canterac, Huancayo 18 de maig del 1822. | |   |

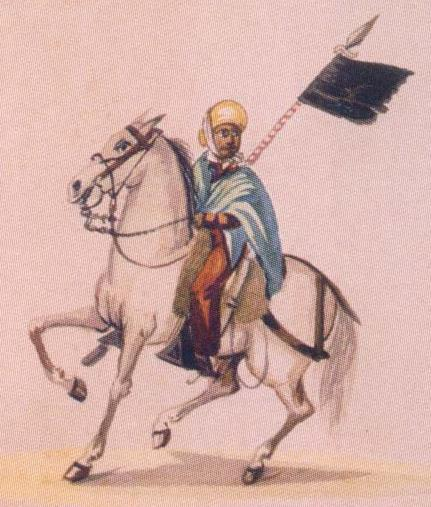
Montonero peruà, aquarel·la de Pancho Fierro.

Encara que al llarg de la guerra, les guarnicions de l'exèrcit reial van haver de fer front als constants atacs de montoneres provinents dels pobles revoltats, també van comptar amb algunes unitats irregulars, que formades per civils reialistes van fer front als exèrcits independents sota el mateix sistema de guerrilles emprat per la seva contrapart independentista. El 1822 el mariscal Canterac va autoritzar la formació d'aquestes partides i el 1823 el mateix virrei La Serna va intervenir activament en la seva organització en diverses viles i poblats de la serra central peruana. Aquest suport es va manifestar fins a la mateixa campanya d'Ayacucho, en la qual segons narra el general Miller, les montoneres reialistes, instruïdes pel virrei, no només inutilitzaven els camins i destruïen els ponts per on havia de passar l'exèrcit alliberador sinó que fins i tot atacaven les columnes de bagatges, malalts i endarrerits causant-los pèrdues significatives tot i trobar-se amb escortes armades. El general Gerónimo Valdés, per la seva banda es referia a les seves memòries que la situació era al contrari, ja que les poblacions que Miller afirmava eren addictes als reialistes "ens retiraven pertot arreu els ramats, ens prenien els combois i els endarrerits, es quedaven amb els pertrets i els equipatges que no podien conduir-se, i, en una paraula, ens feien la guerra de totes les maneres que estaven al seu abast". Tot i que s'ha dit per Valdés, el també general espanyol García Camba va confirmar el que havia dit Miller, pel que fa al suport que algunes partides guerrilleres van donar a la causa del rei durant les marxes prèvies a la trobada d'Ayacucho.
Aquesta situació aparentment contradictòria demostra que tant reialistes com independentistes van comptar amb el suport de montoneres locals, cosa que en el cas dels reialistes la historiografia tradicional peruana prefereix ometre. Segons l'opinió de l'historiador Virgilio Roel, els reialistes van saber aprofitar al màxim les picabaralles històriques existents entre alguns poblats de mestissos i indis per guanyar-los a la seva causa. Particularment cèlebres durant la guerra al Perú van ser els ferotges montoners iquichans, els qui tenien profundes rivalitats amb els Morochucos huamanguins i sota el comandament del seu cabdill Antonio Huachaca, a qui el virrei la Serna fins i tot va arribar a nomenar brigadier dels reals exèrcits, van combatre per la causa reialista fins molt després de la batalla d'Ayacucho. Aquests autonombrats defensors "del seu rei i la fe catòlica" van arribar fins i tot a aixecar-se contra els "anticristians republicans" el 1839. 

## Antecedents

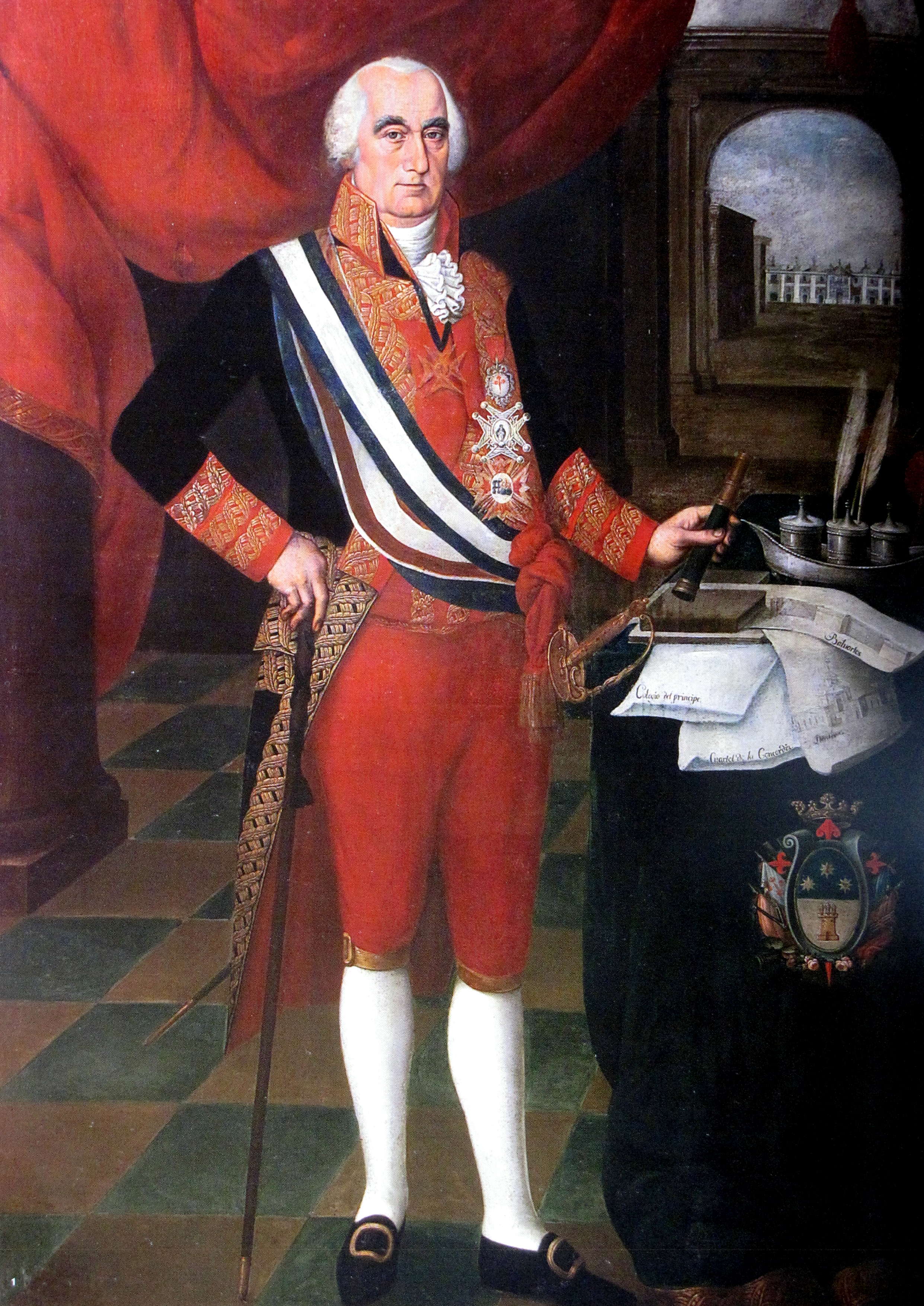
José Fernando d'Abascal, trenta-cinquè virrei del Perú, considerat el gran artífex i forjador de l'exèrcit reial del Perú.

En els seus orígens el virregnat peruà no va tenir un exèrcit professional i permanent, limitant-se els cossos militars a les escortes del virrei i a funcionaris importants. Era així que existien cossos d'alarbaders, llances i arcabussos de funció més protocol·lària i honorífica que guerrera. Només en casos d'immediata necessitat s'organitzaven milícies civils que actuaven localment o eren enviades a altres dependències territorials que les requerien. Aquestes improvisades unitats es van formar per primera vegada el 1580 quan el virrei Toledo va ordenar allistar "tots els habitants capaços del Perú" per a defensar-se del corsari anglès Sir Francis Drake que rondava per les aigües del pacífic sud.
Com que no es van limitar les colònies immediates al virregnat peruà amb les altres potències rivals de la corona espanyola, les funcions d'aquestes milícies eren principalment protegir l'imperi d'ultramar d'incursions pirates. Un sagnant episodi d'aquesta mena es va donar quan el 1681 el port d'Arica va ser atacat per pirates anglesos liderats per John Watling i Bartolomé Sharp, l'atac va ser rebutjat per una milícia d'ariquenys que van morir en la topada amb Watling i 29 dels seus homes. Cap al 1661 la capital del virregnat comptava per a la seva defensa amb un miler de milicians dividits en cinc esquadrons d'infanteria i vuit de cavalleria.
Amb certa regularitat contingents d'homes juntament amb armes, equips i diners eren despatxats des del Callao a altres dependències territorials sent un cas comú els reforços destinats a la capitania general de Xile per a sostenir l'anomenada Guerra d'Arauco. Només el 1662 van ser enviats pel virrei Diego Benavides i de la Cueva nou-cents cinquanta soldats i tres-cents mil pesos, o a Panamà per fer front a les incursions de corsaris anglesos. 
L'exèrcit que l'Imperi Habsburg mantenia al Perú i les colònies adjacents distava molt de ser una força professional i disciplinada sent la corrupció en els subsidis militars i les influències i favoritismes tan sols alguns dels seus problemes; però és que a mitjans del segle xviii, amb l'arribada de la dinastia borbònica al tron d'Espanya, es van iniciar una sèrie de reformes a les colònies americanes establint les bases per a la conformació d'un exèrcit permanent, amb la creació de cossos regulars i milícies disciplinades a les quals es va imposar l'ordenança militar espanyola com l'ús d'emblemes, equips i un uniforme distintiu.
Entre les reformes que els Borbons van implementar es trobava la designació dels virreis del Perú entre els millors i més experimentats oficials militars a diferència de la noblesa titulada que havia imperat amb els Habsburg. El 1776, any en què les colònies britàniques a Amèrica van declarar la seva independència de la metròpoli, l'anomenat exèrcit del Perú es componia de tres mil quatre-cents quatre regulars (mil vuit-cents noranta-quatre a Xile) i set mil quatre-centes quaranta-vuit milícies. Així mateix el nombre de peruans en els regiments fixos s'havia anat incrementant significativament fins al punt que aquell mateix any el regiment del Callao constava de quatre-centes vuitanta-quatre places de les quals tan sols cent trenta-set eren espanyols sent els restants trenta-un estrangers i tres-cents vint peruans. Tot i que els espanyols i criolls constituïen l'alta oficialitat, els mestissos dominaven la suboficialitat; Les milícies indígenes, que tant havien prosperat sota la tutela dels Borbons, es van veure afectades per la revolució de Túpac Amaru II el que va provocar que fossin reduïdes considerablement i que el 1783, fossin enviats al Perú dos mil cinc-cents seixanta-un veterans espanyols per guarnir i mantenir l'ordre a les importants ciutats de Lima, Cusco i Arequipa. Malgrat aquests fets durant la posterior guerra d'independència el gruix de l'exèrcit reialista estaria constituït per indígenes i mestissos, tot i que el seu lideratge es veuria seriosament disminuït després de la rebel·lió del brigadier Mateo Pumacahua, comptant també els reialistes amb la sincera adhesió de les principals ciutats de la serra sud peruana que concentraven a les masses populars.
A principis del segle xix, aprofitant la invasió napoleònica a Espanya, els líders criolls independentistes van iniciar els primers moviments llibertaris en diverses parts del continent americà, fet que va obligar els virreis del Perú a accelerar la formació d'un exèrcit capaç de mantenir i garantir els drets del rei a Amèrica.

## Campanyes de l'Exèrcit Real (1810-1824): catorze anys de triomfs
| «                                                           | Soldats! Els enemics que aneu a destruir es vanen de catorze anys de triomfs; Ells, doncs, seran dignes de mesurar les seves armes amb les vostres que han brillat en mil combats. Soldats! El Perú i tota Amèrica esperen de vosaltres la pau, filla de la victòria, i encara l'Europa liberal us contempla amb encant perquè la llibertat del Nou Món és l'esperança de l'Univers. L'esquivareu? No. No. Vosaltres sou invencibles. | » |
| — Arenga de Simón Bolívar a les seves tropes, agost de 1824 | |   |

El 1809 els peruans disposaven de mil cinc-cents homes de línia amb el suport de quaranta mil milicians. El virrei Abascal va treballar enèrgicament per crear un poderós exèrcit regular (vuit mil places el febrer del 1813) amb el suport d'una esquadra que li donava la supremacia al Pacífic Sud.El virrei va establir dos campaments (Bellavista i Chorrillos) on s'aquarteraven als efectius en dues divisions. Aquests eren distribuïts segons la seva província i habilitats, els cuzquenys usualment anaven a infanteria, els cochabambins a cavalleria i els negres de Chincha a les unitats costaneres; L'artilleria, pels seus privilegis, aconseguia els seus reclutes de forma voluntària.
Aviat l'exèrcit aquarterat a la rodalie de Lima es componia del regiment Reial de Lima (2.200 veterans), el batalló Disciplinat del Nombre (1.500), el de Pardos (1.400), el de Morenos (600), el del Comerç (800) i cossos milicians de províncies properes (600). Hi va haver un regiment de la Noblesa teòricament format per tres batallons (1.000). Aquesta era la infanteria, mentre que la cavalleria l'esquadró Carabayllo (150 places), el de Chancay i Huaura (100), el de Pardos (150), el de Morenos (80) i regiment Dracs de Lima (600). Aquesta solia organitzar-se en regiments de dracs, encara que en realitat només fossin milicians, per tot el país. A partir del 1813 van començar a arribar algunes unitats de veterans peninsulars.
- Primer va ser un batalló d'Infanteria, els Talavera, i artillers (1.473 homes);
- El 1814 s'hi van unir en diversos enviaments 118 soldats i oficials;
- El 1815 el batalló d'Infanteria Lleugera Girona (1.479);
- El 1816 el batalló d'Infanteria Infant Don Carlos, un esquadró de cavalleria i artilleria, totes unitats incompletes (723).[44]

Respecte a l'artilleria, el seu antecessor, Gabriel d'Avilés i del Fierro, li va deixar dos-cents homes i setze cavalls aquarterats estretament al col·legi dels Desemparats. La va reorganitzar en una brigada de tres-centes quaranta-dues places muntades o a peu o amb cinquanta cavalls. Va construir a la plaça Santa Catalina una nova caserna amb parc, mestrança, armeria i sala d'armes. També va construir una bateria d'exercicis, un taller de fosa de canons i un valeri. Tot gràcies a la feina dels soldats i seixanta presoners anglesos que eren al Callao. Així van poder fabricar més de cent canons (cinquanta-dos dels quals, de quatre lliures, van servir a les campanyes de l'Alt Perú, Quito i Xile entre 1813 i 1816), tots amb carruatges, dotació de projectils, corretjams, tendes de campanya, armes d'espurna i blanques, cartutxeres, etc. Tot això va ser enviat a donar suport a l'esforç bèl·lic reialista en altres regions de Sud-amèrica. També va concloure la nova fàbrica de pólvora (l'anterior va ser destruïda en un incendi el 1792). Vuit mil dels seus quintars van ser enviats a Cadis a mitjans del 1812 per ajudar amb la seva defensa. Finalment, aprofitant les destrosses del terratrèmol del dia 1 de desembre del 1806, va reconstruir o reparar nombroses defenses de la badia.  Al mar va establir un almirallat amb base en la posta naval del Callao, on els mercants i la seva flotilla de guerra recalaven. Gràcies a aquesta va poder donar suport als seus aliats a Xile i Montevideo. Tenien quatre-cents homes apostats a la Fortalesa del Real Felipe enquadrats en un cos d'infants de marina.

### Campanyes de 1810 - 1816

#### A Quito
El 1809 els patriotes quitenys van conformar la Primera Junta de Govern Autònoma de Quito, declarant la seva independència d'Espanya. A sol·licitud del deposat governador reialista Manuel Urriez, Comte Ruiz de Castella, el virrei Abascal va enviar a Quito al coronel Manuel Arredondo amb cent vuitanta artillers i part del batalló Reial de Lima i alguns oficials i soldats de cossos de Pardos per formar nous cossos reialistes els quals van ser incorporats a Guayaquil. Els patriotes quitenys van trobar l'oposició i el rebuig de Cuenca, Guayaquil i Pasto i la rebel·lió va ser fàcilment sotmesa sent capturats la majoria dels principals líders.

#### L'Exèrcit d'operacions de l'Alt Perú

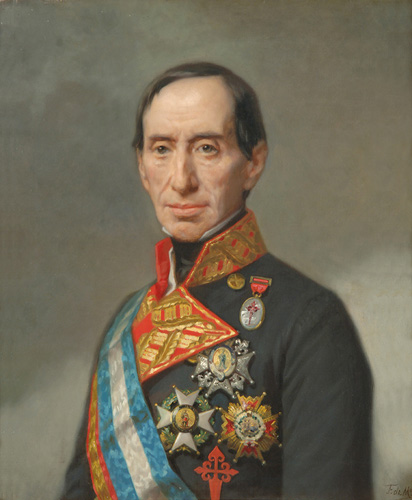
José Manuel de Goyeneche, vencedor de la batalla de Guaqui.

Per enfrontar-se a Buenos Aires, el virregnat del Perú d'Abascal va auxiliar als reialistes de les províncies de Córdoba i Charcas sobre les quals tractaven els patriotes argentins d'estendre la independència. L'Alt Perú va ser separat provisionalment per Abascal del virregnat del Riu de la Plata i annexionat al virregnat peruà, annexió que va durar fins al 1776.
Tenint com a base els cossos milicians de la Intendència del Cusco als quals posteriorment s'hi van sumar els creats a l'Alt Perú, el 13 de juliol del 1810 el virrei Abascal va organitzar l'anomenat Exèrcit d'operacions de l'Alt Perú  que va tenir llavors com a principal oponent a l'Exèrcit del Nord que amb el suport de montoners i guerrilles de Charcas va tractar infructuosament de soscavar la dominació espanyola a l'Alt Perú que va ocupar i va desocupar contínuament, de manera que el virregnat va aconseguir contenir i derrotar el seu avanç en tres importants campanyes ofensives, encara que tampoc va poder avançar més enllà del territori en disputa ni perillar la independència de Buenos Aires, el que fet i fet produiria la independència de Xile i donaria lloc a l'expedició alliberadora al Perú, permetent a Bolívar i el corrent alliberador del Nord concloure amb la dominació i espanyola i donar fi a l'últim baluard reialista a Amèrica del Sud.

#### L'Exèrcit d'operacions de Xile

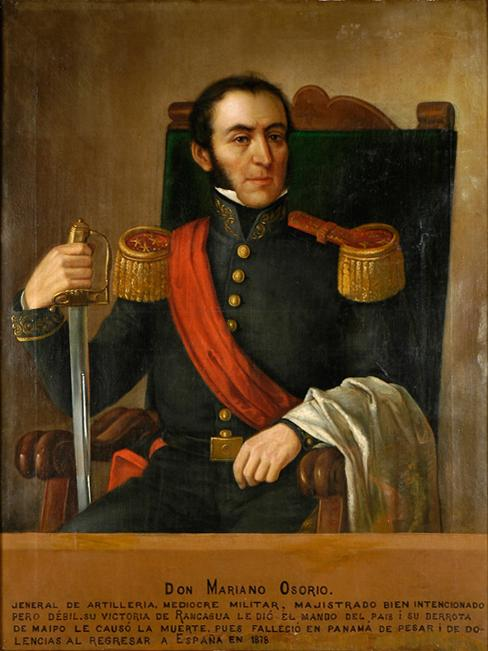
Mariano Osorio, va realitzar dues expedicions des del Perú en suport dels reialistes xilens.

Si bé els virreis van concentrar la major part dels seus esforços militars al front alt-peruà, no van descuidar del tot a la Capitania General de Xile, on els patriotes xilens havien organitzat una junta autònoma de govern a Santiago el 18 de setembre del 1810. Si bé aquesta junta tenia la finalitat de mantenir en un principi la lleialtat al rei davant la invasió francesa d'Espanya, amb el temps es va anar radicalitzant fins a voler buscar una separació definitiva amb la metròpoli.
Aquest fet va motivar que el virrei Abascal es veiés en la necessitat d'enviar a Xile un exèrcit per enderrocar als patriotes xilens. El virrei va planificar inicialment enviar una poderosa força d'uns mil cinc-cents soldats del virregnat peruà. D'aquests, la meitat serien veterans experimentats, però veient el caos polític que hi havia a Xile i la necessitat d'aquestes tropes en altres fronts, va optar per enviar un grup d'oficials i un reduït nombre de soldats amb la idea de formar un exèrcit amb tropes xilenes reialistes. Aquesta missió va ser encarregada al brigadier Antonio Pareja que va sortir del Perú amb només vint oficials i cinquanta soldats més alguns recursos militars com armes, diners i uniformes per a organitzar un exèrcit a les províncies xilenes lleials al rei amb el qual sufocar la rebel·lió. Aquestes províncies que eren de la zona sud de Xile van demostrar no ser molt afectes a la causa patriota i els seus habitants van passar a formar el gruix de l'Exèrcit Reial de Xile que aconseguiria vèncer als patriotes.
El brigadier Pareja, en arribar a Xile per via marítima al començament del 1813, va començar la campanya amb un relatiu èxit en obtenir per a la causa reialista recursos i tropes locals, i prendre el control dels territoris al sud del riu Maule. No obstant això, el seu exèrcit va sofrir després diversos revessos militars i ell va morir a causa d'una malaltia al maig del mateix any, provocant la pèrdua del territori guanyat a l'inici. En aquells moments difícils arribava del Perú un reforç enviat pel virrei format per diners, funcionaris administratius i trenta-vuit oficials a càrrec del brigadier Simón Rábago que venia com a segon cap de Pareja. Aquest reforç va ser capturat al juny pels patriotes en Talcahuano.
El virrei en tenir coneixement de la situació dels reialistes a Xile va enviar una nova expedició a càrrec del brigadier Gabino Gainza, recentment nomenat capità general de Xile, qui amb dos-cents soldats escollits del regiment Reial de Lima, del qual n'era cap, es va embarcar cap al sud portant també queviures necessaris per a reforçar als reialistes a Xile. Gainza va desembarcar a Arauco a principis del 1814 amb les seves tropes i un reforç de sis-cents homes enviats des de Chiloé, i va procedir a unir-se a les tropes reialistes que hi havia al territori i que estaven interinament sota el comandament del tinent coronel Juan Francisco Sánchez després de la mort de Pareja. En prendre Gainza el comandament efectiu de totes les tropes va revifar la guerra contra els independentistes xilens, que havia caigut en una situació de certa immobilitat. Durant tres mesos es van succeir diversos enfrontaments que no van produir resultats concloents, només van esgotar i van deixar en pèssimes condicions logístiques a tots dos bàndols pel que després de diverses negociacions Gainza va signar amb els patriotes el Tractat de Lircay, amb el qual va aconseguir que els revolucionaris acceptessin la sobirania de Ferran VII rei d'Espanya, però comprometent el cap reialista a abandonar amb les seves tropes la província de Concepción. Aquest acord va indignar al virrei, provocant la destitució de Gainza del comandament de l'exèrcit i nomenant en el seu lloc al coronel Mariano Osorio qui va dirigir una nova expedició a Xile portant de reforç al batalló Talavera de la Reina i una companyia d'artilleria amb 6 peces, totes aquestes tropes recentment arribades de la Península. Un cop a Xile, Osorio va organitzar l'exèrcit i va marxar cap a Santiago per vèncer d'una vegada als patriotes. En aquells moments els patriotes venien recentment sortint d'una guerra interna provocada per les desavinences entre els seus principals líders, però es van tornar a unir per fer front al nou avanç reialista. No obstant això, els patriotes amb un exèrcit minvat per la lluita interna esmentada i davant les vacil·lacions dels seus caps per executar un pla que els donés el triomf, van ser finalment derrotats a l'octubre per les tropes d'Osorio a Rancagua, provocant la caiguda del govern independentista i la fugida a les províncies argentines dels principals líders i les restes de l'exèrcit patriota.

### Campanyes del 1817 - 1821

#### El corrent alliberador del Sud
El 1816, després de deu anys de govern i reeixides campanyes militars el virrei Abascal va tornar a Espanya, i el va succeir Joaquín de la Pezuela militar que s'havia distingit a la guerra de l'Alt Perú. Però el seu govern no va començar amb els millors auspicis doncs el febrer del 1817 el general José de San Martín va creuar la serralada cap a Xile al capdavant d'un nombrós Exèrcit dels Andes, reunit a Mendoza i format per soldats argentins i algunes restes del derrotat exèrcit xilè al comandament de O'hhigins. Va agafar per sorpresa i dispers a l'Exèrcit Reial de Xile vencent-lo a la batalla de Chacabuco després d'això va ocupar la capital.
| «                              | Va ser tal la sensació que aquesta desgràcia va produir entre les escampades tropes reials, que l'endemà es va abandonar la capital sense més pensament que el d'acudir a Valparaíso, cada un com podia, per embarcar-se per Lima, augmentant el desordre i l'espant de les famílies que es precipitaven a aconseguir un vaixell perquè es creien compromeses. Conseqüentment el general Marcó del Pont, molts caps i oficials, les principals autoritats i la major part de la tropa van caure en poder dels vencedors, que sense més resistència van envair tot el país fins als confins de la fidel província de Concepción de Penco. | » |
| — General. Andrés García Camba | |   |

Aquestes notícies van causar commoció a Lima, de forma que el virrei va disposar l'enviament d'una tercera expedició novament al comandament del brigadier Osorio, formada per tres mil dos-cents setanta-sis homes i deu peces d'artilleria amb ella anaven alguns soldats espanyols recentment arribats al Perú formats pel batalló de Burgos i l'esquadró de Llancers del Rei. Aquest petit nombre de tropes europees seria l'últim que es rebria com a reforç de la metròpoli. Un cop a Xile i reforçat amb l'exèrcit real d'aquesta capitania, Osorio al comandament de quatre mil sis-cents dotze homes amb catorze canons va obtenir un sorprenent triomf a Cancha Rayada sobre els patriotes que comptaven amb gairebé el doble d'homes i canons (vuit mil onze soldats i trenta-tres canons) però i tot i patir considerables baixes (dos mil quatre-cents vint homes entre morts, ferits i dispersos) San Martín va aconseguir reagrupar les seves tropes i obtenir un decisiu triomf a Maipú que va consolidar la independència de Xile. Aquesta derrota va desprestigiar profundament el virrei Pezuela i al brigadier Osorio.
Per afermar la seva independència, el nou govern de Xile va organitzar una expedició alliberadora al Perú que va desembarcar per mar, al comandament de San Martín, al sud de Lima el 1820. Els caps reialistes summament descontents pel rumb que havia pres la guerra van deposar Pezuela el gener del 1821, nomenant al tinent general José de la Serna nou virrei del Perú. Aquest va optar per una nova estratègia, consistent en retirar-se a Cusco, ciutat a la qual va designar capital del virregnat.

#### El corrent alliberador del Nord
Després d'independitzar les actuals Veneçuela, Colòmbia i Equador, Simón Bolívar es va entrevistar amb San Martín acordant col·laborar amb la independència peruana en retribució al suport de tropes independentistes peruanes a la batalla de Pichincha. Aquest ajut es va materialitzar el 1823, quan duess divisions colombianes de tres mil homes cadascuna es van sumar a l'exèrcit unit alliberador.

### Comença la guerra al Perú

#### Campanya de 1821 - 1823
Després de proclamar la independència del Perú el 28 de juliol del 1821, els independentistes peruans, argentins i xilens van començar al Turó de Pasco una prometedora campanya per derrotar l'Exèrcit Reial del Perú comandat pel virrei La Serna. Però els reialistes, sota una sòlida subordinació militar, van destruir successius exèrcits independents. El primer a les campanyes d'Ica, comandat pels patriotes Domingo Tristán i Agustín Gamarra. Un any després a les campanyes de Torata i Moquegua van aniquilar l'Expedició Alliberadora dirigida per Rudecindo Alvarado, un cop ja s'havia retirat José de San Martín després de l'Entrevista de Guayaquil. L'inesperat any 1823 acabava amb la destrucció d'un altre exèrcit patriota comandat per Andrés de Santa Cruz i Agustín Gamarra, en una altra campanya oberta sobre Puno, que va començar amb la batalla de Zepita, que va ocupar la ciutat de La Paz el 8 d'agost, aconseguint arribar a Oruro a l'Alt Perú. El virrei La Serna va acabar la campanya de Zepita desbandant les tropes aïllades de Santa Cruz i recuperant Arequipa després de batre Antonio José de Sucre, qui va reembarcar als colombians el 10 d'octubre del 1823, salvant amb les seves tropes però perdent la millor part de la seva cavalleria. El 16 del mateix mes el general Olañeta va destruir la montonera del comandant José Miguel Lanza principal cabdill independentista de l'Alt Perú. En concloure l'any 1823 les tropes reials es trobaven novament en situació victoriosa.
| «                              | El virrei la Serna per la seva banda, sense comunicacions directes amb la Península, amb les més malenconioses notícies de l'estat de la metròpoli... i reduït per tant als seus propis i exclusius recursos però confiant notablement en la decisió, en la unió, en la lleialtat i en la fortuna dels seus subordinats, accelerava també la reorganització de les seves tropes i s'afanyava a la lluita que mirava pròxima amb el colós de Costa-ferma. Un triomf més per a les armes espanyoles en aquella situació, faria onejar de nou el pavelló castellà amb una enorme glòria fins al mateix Equador; Però una altra sort molt diferent estava ja irrevocablement escrita en els llibres de la destinació. | » |
| — General Andrés García Camba. | |   |

#### 1824, la Rebel·lió d'Olañeta
| «                          | Visca la religió, el rei i la nació! Peruans: l'infame Olañeta infatuat amb les condecoracions que va obtenir, i de les que mai va poder considerar-se digne, acaba de cometre la traïció més horrible: No obeir a la suprema autoritat del Perú. No pertany ja ni vol pertànyer a l'heroica nació espanyola, vol unir-se amb els insurgents de les províncies del Riu de la Plata i submergir aquests pobles en el caos de mals en què aquells es miren. | » |
| — Baldomero Espartero 1824 | |   |

Paradoxalment el cop mortal a la causa reialista al Perú va provenir dels mateixos reialistes. En començar l'any 1824, els cinc mil soldats que formaven l'exèrcit de l'Alt Perú van ser revoltats pel cabdill absolutista espanyol Pedro Antonio Olañeta contra el virrei del Perú, després de saber-se que a Espanya havia caigut el govern Constitucional. Olañeta va ordenar l'atac dels reialistes altperuans contra els constitucionals del virregnat peruà donant una magnífica oportunitat a Bolívar per iniciar una campanya definitiva contra les aïllades tropes del general Canterac, rebent l'orgullosa cavalleria de l'exèrcit real una primera gran derrota a la batalla de Junín, que seguida a l'ordre de retirada a vista de l'enemic va desmoralitzar als veterans de l'exèrcit del Nord.
Les descoratjadores notícies de Junín no van trigar a arribar a l'Alt Perú juntament amb les terminants ordres de virrei Valdés perquè abandonés la campanya i tornés precipitadament al Baix Perú per fer front a Bolívar. L'exèrcit que havia creuat el desguàs es trobava ara reduït a esquelet.
| «                                                  | ... L'estat del nostre exèrcit era veritablement desconsolador. El del Nord havia perdut la major part de la seva força i entusiasme, el del Sud cansat amb marxes i contramarxes penoses, passades de vuit-centes llegües les que acabava de caminar sense descans, i desmembrat de molts bons caps, oficials i soldats per les diferents sagnants trobades que havia sostingut; Pèrdua sensible que no va poder reemplaçar-se sinó amb presoners d'Olañeta i amb reclutes presos al pas i instruïts sobre la marxa. L'exèrcit del Sud no era res en aquella època. El brillant regiment de Girona, que tanta glòria va saber donar al nom espanyol, no mereixia ja un altre que el d'un escamot uniformat. | » |
| — Publicació de la Societat Ex-Milicians de Madrid | |   |

#### Campanya d'Ayacucho
Malgrat que les tropes del virrei van aconseguir derrotar Olañeta a l'Alt Perú, aquesta campanya fratricida va significar la desaparició de deu mil veterans soldats reialistes de tots dos bàndols i el fet que l'aparell defensiu reialista va ser desmantellat. El virrei va tractar desesperadament d'organitzar un nou exèrcit recorrent a la recluta massiva de camperols a la serra però aquestes tropes mancades d'instrucció i disciplina no eren comparables a les que tants triomfs havien obtingut a les campanyes anteriors i que ara es trobaven gairebé totes al sepulcre o l'hospital. Així i tot el virrei va obtenir un sonat i últim triomf a Corpahuaico que d'haver estat aprofitat podria haver resolt la campanya a favor seu. Però les seves tropes van rebre una aclaparadora derrota a Ayacucho, després de la qual el seu novell exèrcit es va dispersar per complet. Incapaç de continuar la lluita l'Exèrcit Reial del Perú va capitular després de la batalla.

##### Organització a la batalla a Ayacucho
| Exèrcit Real del Perú (1824) José de la Serna, Comandant en Cap José de Canterac, Cap d'estat major |

| Divisió Valdés - Batalló del Centre; cap: Felipe Rivero, places: 464 (antic batalló de Azángaro (província de Puno), cos veterà de la campanya de Pezuela a l'Alt Perú, distingit particularment a les batalles de Torata i Moquegua sota el comandament d'Espartero. Va encapçalar l'atac de la divisió Valdés.) - Batalló de Cantàbria; cap: Antonio Tur, places: 580 (format el 1819 sobre la base dels 210 homes del regiment de Cantàbria, part de l'expedició espanyola del 1818, que van ser els únics que van aconseguir arribar al Callao al comandament del coronel d'aquest cos Rafael de Ceballos-Escalera; Aquest batalló es va distingir a les batalles de Moquegua, Arequipa i Corpahuaico) - Batalló Voluntaris de Castro; cap: José Hugué, places: 495 (també conegut com "chilotes", constituït per fidelíssims naturals de Chiloe, incorporats a l'exèrcit real del Perú el 1815 després de la derrota de la pàtria vella xilena, veterans de la campanya de l'Alt Perú) - Batalló 1r de l'Imperial Alejandro; cap: Francisco Palomares †, places: 398 (antic Regiment expedicionari d'Extremadura, arribat al Perú el 1815, veterà de la campanya de l'Alt Perú, el 1817 per ordres directes del Rei Ferran VII va ser reanomenat Imperial Alejandro, nom d'un regiment espanyol que va combatre pel Tsar de Rússia durant les guerres napoleòniques) |

| Divisió González Villalobos - Batalló 1r del regiment del Cusco; cap: Joaquín Rubín de Celis †, places: 415 (1r regiment format en aquesta ciutat, veterà de l'Alt Perú, delmat a la campanya contra Olañeta. Va encapçalar l'atac de la divisió Villalobos.) - Batalló 2n de l'Imperial Alejandro; cap: Domingo Alonso †, places: 398 (delmat a la campanya contra Olañeta) - Batallons 1r i 2n de Girona; cap: Domingo Echezarraga, places: 900 (format sobre el batalló expedicionari de Voluntaris de Girona arribat al Perú el 1816, veterà de les campanyes de l'Alt Perú i Baix Perú, distingit a Torata i Moquegua, el 1824 se li afegeix un segon batalló per a la campanya contra Olañeta, on el regiment és completament delmat). - Batalló Ferran VII; cap: José Carratala, places: 196 (una companyia solta de l'antic Regiment Ferran VII veterà de l'Alt Perú) |

| Divisió Monet - Batalló Guies del General; cap: Joaquín Bolívar, places: 240 (batalló format durant les campanyes de l'Alt Perú, es va distingir al combat de Huanca el 1823. Va ser desplegat en forma de guerrilla per cobrir el front de la divisió Monet.) - Batalló 2n del regiment del Cusco; cap: Francisco Villabase †, places: 414 (1r regiment format en aquesta ciutat, veterà de l'Alt Perú, delmat a la campanya contra Olañeta). - Batalló de Burgos; cap: Juan A. Pardo, places: 540 (el Primer batalló d'aquest regiment expedicionari, va arribar al Perú el 1817, va fer la campanya de Xile distingint-se a la batalla de Maipú on va ser seriosament delmat). - Batalló Victòria; cap: Manuel Sánchez, places: 392 (format amb les restes del batalló expedicionari Talavera, que va fer la campanya de Xile el 1814 i va ser reanomenat Victòria el 1818, delmat a la batalla de Pasco). - Batalló Infant don Carles; cap: Mariano Cucalón †, places: 444 (un dels batallons del regiment format el 1816 sobre la base de l'antic cos veterà Reial de Lima que va fer les campanyes de l'Alt Perú i Xile el 1814, després d'afegir-li 100 soldats peninsulars va ser rebatejada abans de marxar per a la campanya xilena del 1818, l'altre batalló resistiria al Setge del Callao al comandament de Rodil fins al 1826). |

| Divisió Ferraz (cavalleria) - Dracs de San Carlos; cap: Jerónimo Villagra, places: 86 (part del regiment dragons de San Carlos cos de la divisió de l'Alt Perú, veterà de l'Alt Perú. Va cobrir el desplegament inicial de la divisió Villalobos) - Granaders de la Guàrdia, cap: Valentín Ferraz, places: 380 (cos creat el 1816 pel brigadier Valentín Ferraz sobre la base d'un esquadró de l'escorta del virrei Pezuela, considerat el millor cos de la cavalleria reialista, es va distingir a les campanyes de l'Alt Perú i després a les de Torata i Moquegua, va fer la campanya contra Olañeta on va ser delmat a la batalla de la Lava) - Dracs de la Unió, cap: Ramón Gómez de Bedoya, places: 218 (format sobre les restes del 4t esquadró expedicionari que va arribar al Perú al 1815, veterà de les campanyes de l'Alt Perú, Ica i Moquegua) - Hússars de Ferran VII, cap: Felipe Fernández, places: 124 (formades sobre les restes del 4t esquadró expedicionari que va arribar al Perú el 1815, veterà de les campanyes de l'Alt Perú i Ica). - Dracs del Perú, cap: Dionisio Marcilla, places: 146 (format al 1817, disntinguit a la campanya d'Ica) - Alarbaderos del Virrei; cap: ¿?, places: 46 (cos honorífic dels virreis del Perú, remanent de la tradicional Companyia de gentils homes, Llances i Arcabussos que constituïen l'escorta del virrei) |

#### El Setge del Callao, 1824-1826

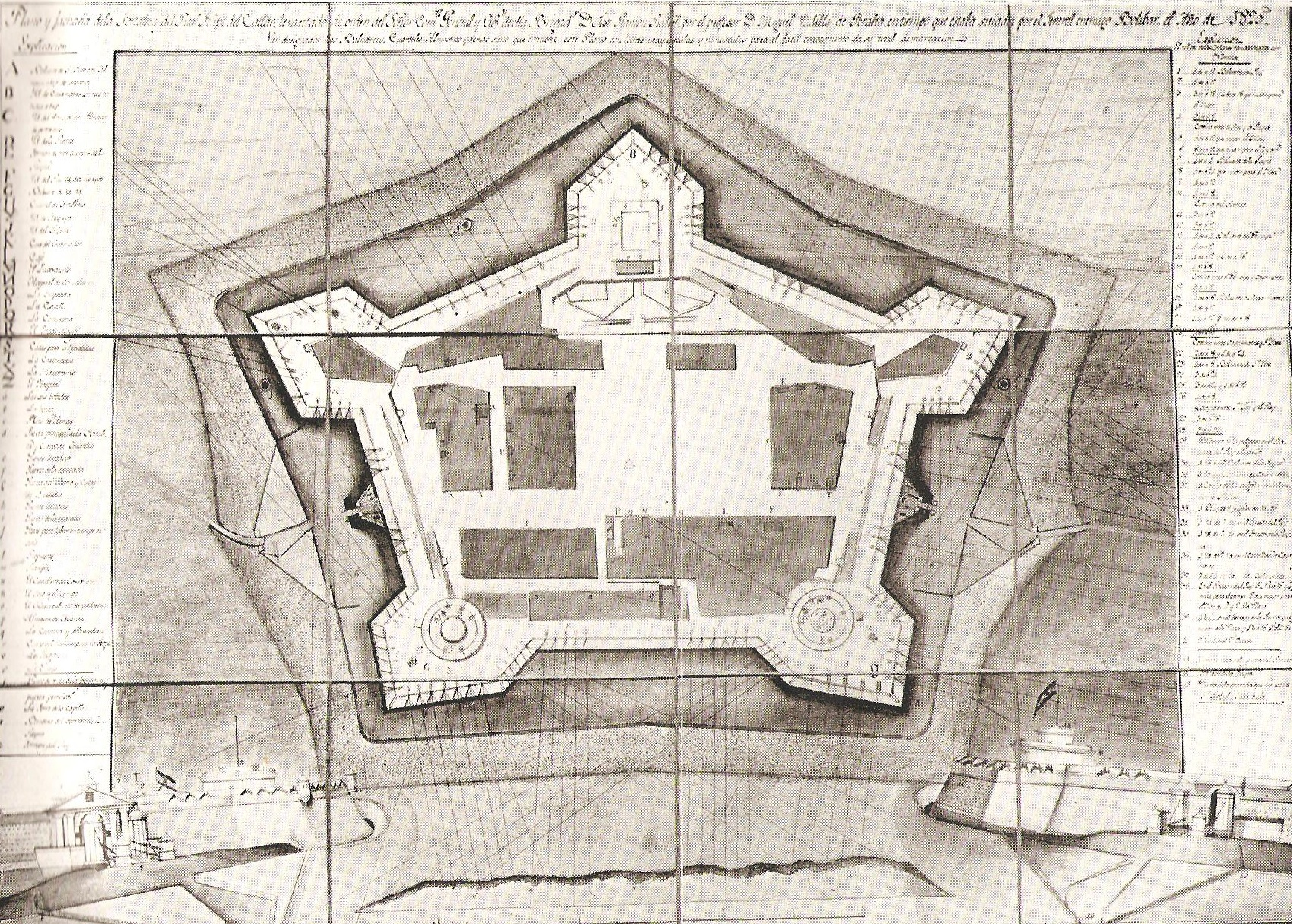
Plànol de la Fortalesa del Real Felipe.

El brigadier José Ramón Rodil, comandant militar de les fortaleses del Callao, es va negar a acollir-se a la capitulació d'Ayacucho confiant que encara podria rebre reforços d'Espanya i assetjat als Castells del port va resistir un setge de gairebé dos anys. Comptava per a la seva defensa amb els veterans regiments Reial de Lima i Arequipa al costat dels soldats independentistes desertors que se li havien unit. S'havien refugiat també al Callao milers de civils reialistes que van morir en gran nombre per fam i malalties. Finalment el gener del 1826 quan la majoria dels seus soldats havien mort i els supervivents s'alimentaven de rates, Rodil va acceptar capitular davant el comandant del setge, el general Bartolomé Salom, obtenint condicions honroses i portant amb si les banderes dels seus regiments que van ser les últimes a abandonar el Perú. Amb el lliurament del Callao, va desaparèixer l'últim exèrcit espanyol d'Amèrica del Sud.
| «                     | " En aquest epíleg de la lluita americana hem prodigat elogis de justa admiració a les tropes peruanes, les quals van constituir el nucli més important de la defensa i amb les que Rodil i els altres caps espanyols van realitzar gestes tan sorprenents, suportant bizarra i gallardament les penalitats del setge. " | » |
| — Verardo García Rey. | |   |

## Forces navals

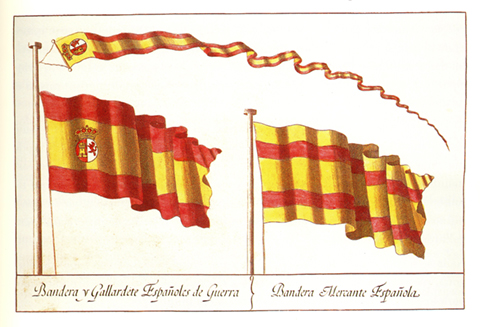
Reproducció de les Banderes triades per Carles III al 1785 per a les Marines de Guerra i Mercant.

Als primers anys del conflicte els elements navals de l'Armada Espanyola sota l'autoritat dels virreis del Perú es van limitar al transport d'expedicions militars i pertrets a diferents punts del virregnat. Fins a l'aparició al Pacífic de la flota corsària de l'almirall Guillermo Brown, al servei de les Províncies Unides del Riu de la Plata, no havia existit la necessitat de comptar amb unitats de guerra operatives per fer front als insurgents, ja que aquests no tenien mitjans navals competents.
Va ser el virrei Pezuela qui va dur a terme la reorganització de la Marina i la Posta del Callao. El 1816 va arribar d'Espanya el primer reforç marítim de consideració constituït per la fragata Venganza i en els anys següents les fragates Esmeralda i Prueba. Amb els seus propis recursos econòmics i logístics el virrei va aconseguir a més posar en peu una esquadrilla de vaixells menors com bergantins, corbetes i mercants armats que van complir satisfactòriament les seves comissions militars d'aprovisionament i captura de mercants al servei dels patriotes. El 1821 va arribar al Callao la fragata Resolución, la qual unida amb altres naus de menor calat va augmentar considerablement el poder de l'armada. No obstant això en conjunt l'actuació de l'esquadra reialista va distar molt de ser eficient. No només no va aconseguir impedir el desembarcament de l'expedició alliberadora del general San Martín, conduïda per marins anglesos al servei de Xile, sinó que fins i tot en més d'una ocasió les seves unitats arribades de la metròpoli i manades per marins espanyols, es van lliurar a l'enemic. El 1818, part d'una esquadra que conduïa reforços al Perú, escortada per la fragata María Isabel, es va revoltar a alta mar i es va lliurar a Buenos Aires, la resta va ser capturada a Talcahuano i només uns pocs soldats van aconseguir ser desembarcats al Perú i Xile. El 1820 l'Esmeralda va ser capturada a la seva posta en una incursió sorpresa de Lord Cochrane. El 1822 les fragates Prueba i Venganza i la corbeta Alejandra, manades pel capità de navili José Villegas es van lliurar al govern peruà. El 1824 el navili Àsia, al comandament del capità de navili Roque Guruceta, armat amb seixanta-vuit canons i recentment arribat d'Espanya, va abandonar a l'assetjada guarnició del Callao manada per Rodil i es va dirigir a les Filipines. Sublevat en el trajecte va acabar per lliurar-se a les autoritats mexicanes. Similar va ser la destinació del bergantí Aquiles que arribat també de Cadis el 1824 va acabar en poder del govern xilè.
Mereix menció el capità francès Gabriel-Pierre Lafond, present a les costes peruanes durant els últims anys de la guerra, que si bé l'exèrcit reialista i els seus caps van desplegar en aquella guerra una energia i un valor a tota prova, els marins espanyols només van demostrar ignorància i covardia, ja que si aquests no haguessin fugit (es refereix a l'esquadra de Guruceta) haurien pogut destruir als bucs peruans de l'almirall Martín Guisse que bloquejaven els castells del Callao i "la seva valenta guarnició no hagués hagut de suportar els horrors de les que va ser víctima".

## Epíleg
Les primeres notícies de l'anomenat Desastre d'Ayacucho van arribar a Espanya com a rumors procedents de Gran Bretanya des d'on el ministre espanyol Camilo Gutiérrez de los Ríos havia escrit al seu govern que el ministre d'Afers Estrangers d'aquest país, George Canning, li havia comunicat la notícia "ni més ni menys que d'un triomf complet del rebel Bolivar sobre l'exèrcit reialista del Perú". La confirmació d'aquest rumor va arribar a Espanya el maig del 1825 amb el coronel José María Casariego qui procedent del Perú portava els plecs manats pel virrei La Serna. El 17 de maig la Gaseta de Madrid, publicava que no hi havia una confirmació oficial dels fets i que les forces reialistes s'estaven recuperant. No obstant això amb l'arribada dels primers oficials capitulats a Ayacucho aquestes esperances es van esvair. Davant la inesperada derrota d'un exèrcit les notícies del qual van ser rebudes l'any anterior i reportaven només victòries, alguns mitjans de premsa van publicar llavors que la batalla havia estat perduda per traïció acusant els caps reialistes de maçònics i liberals. D'ençà de llavors tots ells serien coneguts despectivament com a "ayacuchos" i tot i que la corona els va confiar càrrecs alts i de confiança, aquest malnom perduraria en el temps.
| «                               | ".. Sense la negra discòrdia que va dividir molt aviat als esforçats defensors del Perú, és molt probable que les armes espanyoles continuessin triomfant de tota la formidable coalició que els poders independents de Buenos Aires, Xile, Colòmbia i el Perú, van formar per a vèncer-les, perquè tota aquesta formidable reunió de forces aguerrides i orgulloses amb els triomfs de Chacabuco i el Maipú, Carabobo, Pasto i Pichincha, va ser necessària per superar l'obstinada confiança dels reialistes peruans. Recomanem als nostres lectors, tenir sempre present que l'epítet reialista era a Amèrica sinònim d'espanyol, i valia tant com dir defensor i partidari dels interessos i drets d'Espanya .. " | » |
| — General. Andrés García Camba. | |   |

Refereix el general Guillermo Miller a les seves memòries que després de la capitulació d'Ayacucho alguns soldats reialistes es van incorporar a l'exèrcit patriota però que la gran majoria es van dispersar i van tornar a les seves llars. Pel que fa als oficials peruans hi va haver diversos que van entrar a servir a l'exèrcit republicà encara que moltes vegades patint el menyspreu dels que tot i haver servit també a l'exèrcit reial se'ls havien unit als independentistes abans d'Ayacucho. Aquests oficials coneguts com "capitulats" patien el mateix estigma que els "ayacuchos" a Espanya.
| « | "... Valle-Riestra era a més un cap que havia servit als espanyols fins a Ayacucho. D'aquests n'hi havia molts a l'exèrcit, i aquesta circumstància tenia els ànims trobats entre capitulats i els que havien servit al país ... " | » |
| — Historiador Manuel Bilbao, fent referència al coronel Francisco Valle-Riestra afusellat per Salaverry a la guerra civil del 1835. | |   |

Alts oficials espanyols com Andrés García Camba i Jerónimo Valdés van dedicar la redacció de les seves memòries sobre la guerra d'independència peruana a defensar-se de l'epítet d'ineptes, covards i fins i tot traïdors que rebien de part de la societat espanyola i en especial dels seus enemics polítics. A aquesta tasca s'hi van sumar historiadors com Mariano Torrente. Tots ells van ressaltar la desesperada lluita que van sostenir al Perú pels drets del Rei i la seva pàtria, mantenint una guerra desigual i vencent moltes vegades a exèrcits multinacionals que els doblaven en nombre i elements assenyalant que mentre els independentistes peruans podien rebre reforços de Colòmbia, Xile i l'Argentina per un oceà dominat per les seves flotes, ells es trobaven aïllats de la metròpoli; Fent a més especial esment a la traïció d'Olañeta com a veritable causa de la ruïna de l'exèrcit reial.
Els alts caps reialistes, la majoria d'ells peninsulars, van obtenir en les condicions de capitulació d'Ayacucho i el Callao que el govern republicà els costegés els passatges a Espanya comprenent també als individus de tropa expedicionària que havien sobreviscut als 16 anys de campanya. No obstant això alguns d'aquests oficials van entrar a servir a la república obtenint la nacionalitat peruana pels seus posteriors serveis encara que n'hi va haver que van tornar a caure en desgràcia per donar suport al cabdill perdedor en una de les tantes guerres civils peruanes que es van succeir fins a mitjans del segle xix.

## Fi de la Guerra
Després de la restauració del govern absolutista de Ferran VII a Espanya mitjançant la intervenció militar francesa al comandament de Luis Antonio de Francia, els governs d'Anglaterra i França van deixar reflectit al mateix any 1823, al Memoràndum Polignac, el seu acord de no intervenir a Amèrica en ajuda del rei espanyol. L'any 1830 Ferran VII de Borbó perd tota possibilitat d'ajuda per part de l'absolutisme francès amb la caiguda del govern borbònic a França i l'ascens al tron francès del constitucional Lluís Felip. Finalment tots els plans espanyols de reconquesta d'Amèrica cessen amb la mort del monarca Ferran VII el 29 de setembre del 1833, moment en què es posa punt final a Espanya a tota operació militar contra la independència dels estats hispanoamericans.

## Oficials destacats
- Gerónimo Valdés, natural de Villarín d'Astúries, va arribar a Amèrica el 1816, es va distingir a la batalla de Torata. Pels seus mèrits va ser nomenat vescomte de Torata. Segons Miller el seu fort caràcter va fer que fos "temut pels seus oficials però idolatrat pels seus soldats" els que solien dir que en "en campanya l'oncle sempre està a casa" fent referència a l'hàbit que tenia de compartir les penúries dels seus homes en campanya, no tenint a la seva taula més que les seves simples racions de soldat i dormint a l'aire lliure embolicat en un ponxo o dos al capdavant de les seves tropes on vulgui es trobessin en marxa.[69]
- José de Canterac, natural de Castel Jaloux (França), va arribar al Perú el 1818, va fer la campanya a l'Alt Perú, va ser nomenat cap d'estat major pel virrei La Serna, va derrotar els independentistes a les importants batalles de Macacona i Moquegua el 1822 i 1823 respectivament però va ser derrotat a Junín (1824). Després de la batalla d'Ayacucho va signar la capitulació al estar ferit el virrei.
- Joaquín de la Pezuela, natural d'Osca, va arribar al Perú el 1805, es va distingir a les campanyes de l'Alt Perú especialment en la batalla de Viluma, va ser nomenat Marquès de Viluma i posteriorment virrei del Perú. Desprestigiat pel fracàs de la campanya a Xile i debilitat pel desembarcament de l'expedició alliberadora va ser deposat pels seus subordinats.
- José de la Serna, natural de Jerez de la Frontera, de llarga experiència a les guerres europees va passar el 1815 al Perú. Va combatre amb distinció a l'Alt Perú ascendint a tinent general. Després del Pronunciament d'Aznapuquio va reemplaçar a Pezuela com a virrei del Perú.
- Manuel Olaguer Feliú, natural de Ceuta, va arribar al Perú el 1817 després de la batalla de Chacabuco. Mariscal de Camp, sotsinspector i director del Reial Cos d'Enginyers del Virregnat, va integrar la Junta de Guerra presidida per Virrei Pezuela. Després va ser nomenat pel Virrei de la Serna membre de la Junta de Pacificació.[70]
- José Manuel de Goyeneche, noble crioll natural d'Arequipa, d'important paper a la campanya contra l'Exèrcit del Nord, va obtenir una important victòria a Huaqui. Va ser nomenat Comte de Guaqui.
- Pío Tristán, noble crioll natural d'Arequipa, va combatre a l'Alt Perú sota les ordres de Goyeneche i va dirigir l'ofensiva sobre el nord argentí.
- Andrés García Camba, natural de Lugo, oficial de cavalleria i després d'estat major va participar en diverses campanyes militars des de la seva arribada a Amèrica el 1816 fins a la mateixa batalla d'Ayacucho. Fruit de la seva pròpia experiència personal va redactar les seves Memòries per a la història de les armes espanyoles al Perú, una important font historiogràfica.
- Baldomero Espartero, natural de Ciutat Real, va arribar al Perú el 1815, va ser organitzador i comandant del Batalló lleuger del Centre, es va distingir a la campanya del 1823 a les batalles de Torata i Moquegua. Va tenir un destacat paper en la posterior història d'Espanya.
- Valentín Ferraz, natural d'Osca, es va embarcar cap al Perú el 1816, on es va distingir com a oficial de cavalleria. Va formar i va comandar l'esquadró Granaders de la Guàrdia , cos que a dir d'Espartero "no cedia en res als millors d'Europa".[71] Sota les seves ordres es va obtenir la victòria al Combat d'Arequipa, recuperant la ciutat després de vèncer a la numèricament superior cavalleria gran-colombiana al comandament dels generals Sucre i Miller.
- Pedro José de Zavala, noble crioll natural de Lima, coronel del batalló d'Espanyols de Lima. Va servir al costat dels seus fills Toribio i Juan de Zavala a l'exèrcit real, va secundar el Pronunciament d'Aznapuquio. Després del final de la guerra el seu fill Toribio va optar per ostentar la nacionalitat peruana mentre que Juan l'espanyola. El primer d'ells combatria al costat d'un net seu en el combat del 2 de maig del 1866 contra l'esquadra espanyola morint durant l'acció. Paral·lelament Juan exercia com a Ministre de Marina d'Espanya.[72]
- Cayetano Ameller, natural de Cadis, va arribar al Perú el 1816 com a capità del Batalló lleuger Girona. El 1822 era comandant del mateix, va tenir una molt distingida participació en la batalla de Torata, on va realitzar una brillant càrrega a la baioneta amb el seu batalló derrotant i posant en fugida als batallons Número 4 i Número 11 de l'exèrcit dels andes i el Número 5 de Xile; Ascendit a brigadier va marxar a les ordres de Valdés contra l'insurrecte Olañeta. En aquella campanya el seu batalló va ser delmat i ell mateix va morir en la batalla de Lava on Olañeta va ser derrotat el 17 d'agost del 1824.[73]
- Felisiano Asín i Gamarra, comandant general de cavalleria a la batalla de Torata, va dirigir la càrrega sobre la infanteria enemiga. Va caure mortalment ferit durant l'atac.